# Passo del Somport
Il passo del Somport è un valico montano dei Pirenei, situato a 1632 metri di quota. Il suo nome viene dal latino summus portus, segna la frontiera tra la val d'Aspe francese e la valle del fiume Aragón in Spagna.
È l'inizio del Camino Aragonés, uno dei rami del Camino de Santiago, dista da Santiago di Compostela circa 858 chilometri. Vicino al passo c'è un piccolo monumento al pellegrino, e poco più in basso si trovano le rovine dell'antico ospedale di Santa Cristina. Nei pressi si trova la stazione sciistica di Candanchú e i paesi Canfranc e Astún.
Il passo è attraversato dalla linea ferroviaria internazionale Pau-Canfranc mediante il traforo ferroviario del Somport, lungo 7.875 m, completato nel 1915. Il 17 gennaio 2003 è stato aperto il traforo stradale del Somport, che con una lunghezza di 8.602 m collega la Francia alla Spagna senza dover transitare sul passo.

## Luoghi d'interesse
- Ospedale dei Pellegrini di Santa Cristina, risalente all'XI secolo e sito archeologico.